# Жуково (Рибниця)
Жуково (словен. Žukovo) — поселення в общині Рибниця, регіон Південно-Східна Словенія, Словенія.